# Провінція Венесуела
Провінція Венесуела (ісп. Provincia de Venezuela) або провінція Каракас (ісп. Provincia de Caracas) — колишня провінція Іспанської Імперії, пізніше — Великої Колумбії (1824—1830 роки) і Венесуели (від 1830 року).

## Колоніальна історія
Історія провінції почалася із заснування міста Санта-Ана-де-Коро Хуаном де Амп'єзом, першим губернатором провінції. Коро було столицею провінції до 1546 року, після столицею став Ель-Токуйо (1546—1577 роки). 1577 року Хуан де Піментел переніс столицю в Каракас. Деякий час столицею було місто Калабозо (засноване 1724 року).
Спочатку провінція була визначена відносно узбережжя Венесуели (з провінцією Маргарита на півночі, що охоплює регіон Ісла-Маргарита). Провінція Нова Андалусія (створена 1537 року) незабаром забезпечила східний кордон, за винятком короткого періоду (1633—1654 роки), коли між провінціями Венесуела та Нова Андалусія недовго існувала провінція Нова Каталонія. Провінція Гуаяна (створена 1585 року) утворила південний кордон. Справи на заході були складнішими та мінливішими, але провінція Маракайбо (від 1676 року) явно становила найбільшу частину, до відокремлення від неї 1786 року провінції Барінас.
Більшість часу свого існування провінція була предметом судового та адміністративного нагляду королівської аудієнсії Санто-Домінго (за винятком двох коротких періодів від 1717 до 1723 і від 1739 до 1742 року). Адміністративний нагляд передано віце-королівству Нова Гранада, післяйого створення 1717 року, а 1777 року — новому генерал-капітанству Венесуела. Юридичний супровід Санто-Домінго завершився 1786 року, коли в новому генерал-капітанстві почала діяти королівська аудієнсія Каракаса.

## Незалежність
Провінція була однією з 7, які підписали Декларацію незалежності Венесуели. На кінець венесуельської війни за незалежність її включено у Велику Колумбію.
З незалежністю Венесуели 1830 року провінція була однією з 11 провінцій, ставши 1840 року однією з 13. 1848 року розділено провінції Арагуа та Гуаріко. Після Федеральної війни 1864 року створено Штати Венесуели, і провінція перестала існувати.

## Карти провінції Венесуела

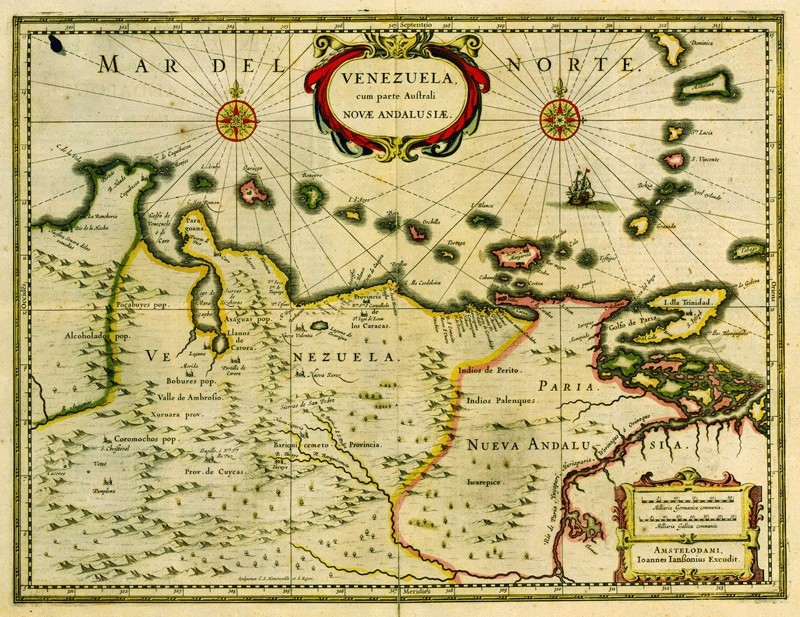
Карта провінції Венесуела та західної частини провінції Нова Андалусія 1635 року
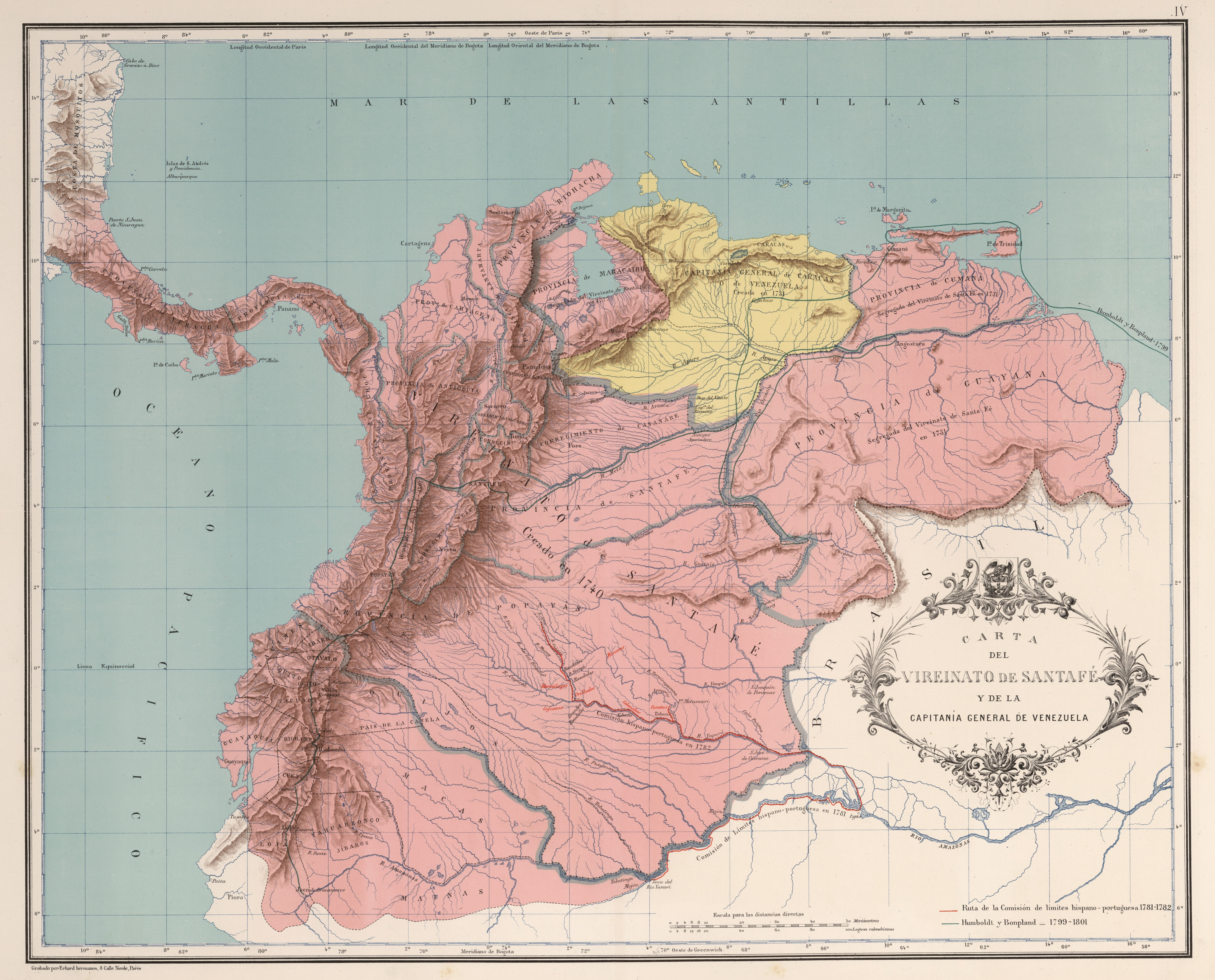
Провінція Венесуела (позначено жовтим) у складі віцекоролівства Нова Гранада
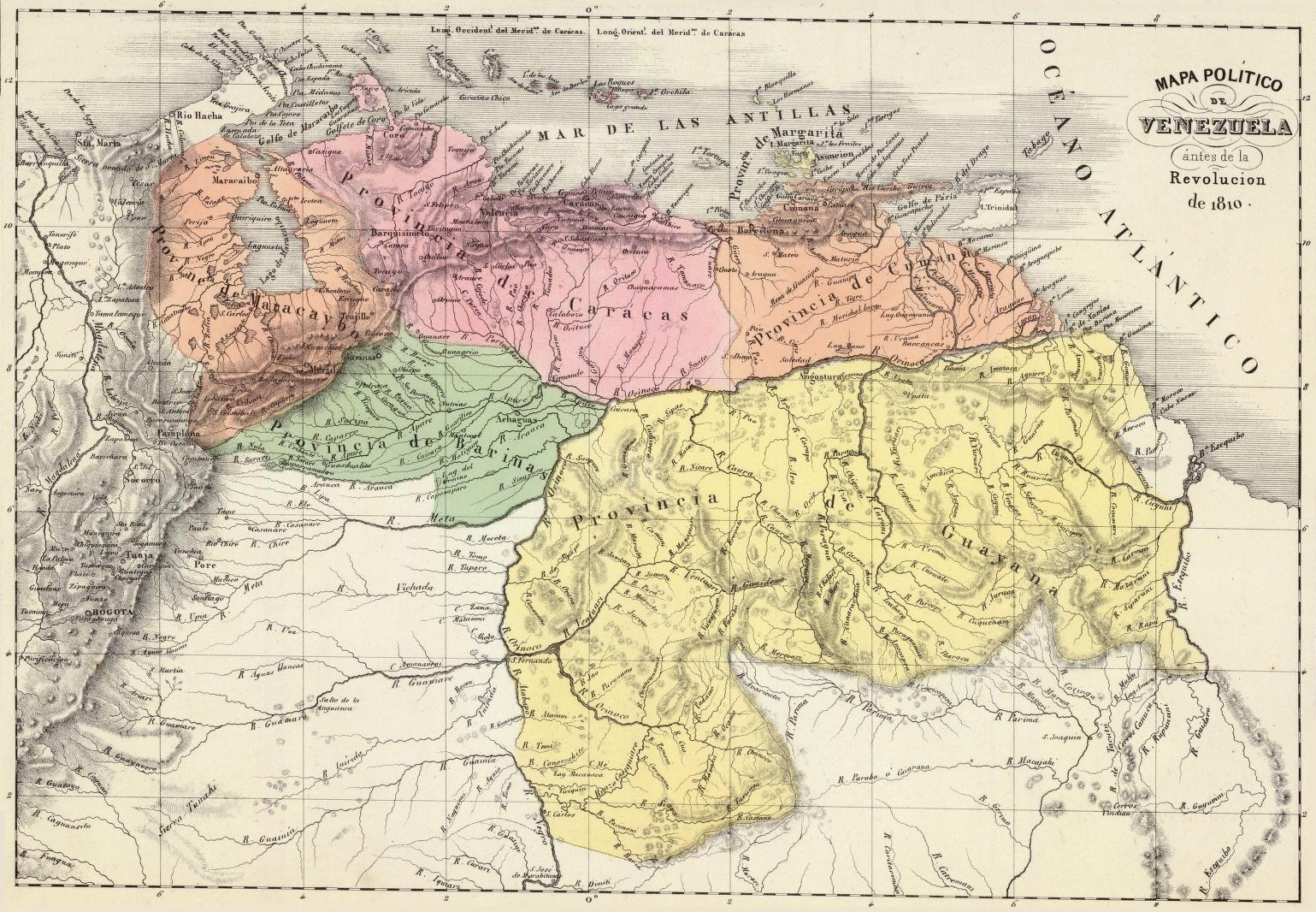
Карта Венесуели 1810 року, автор Агостіно Кодацці. Провінцію Каракас позначено рожевим кольором
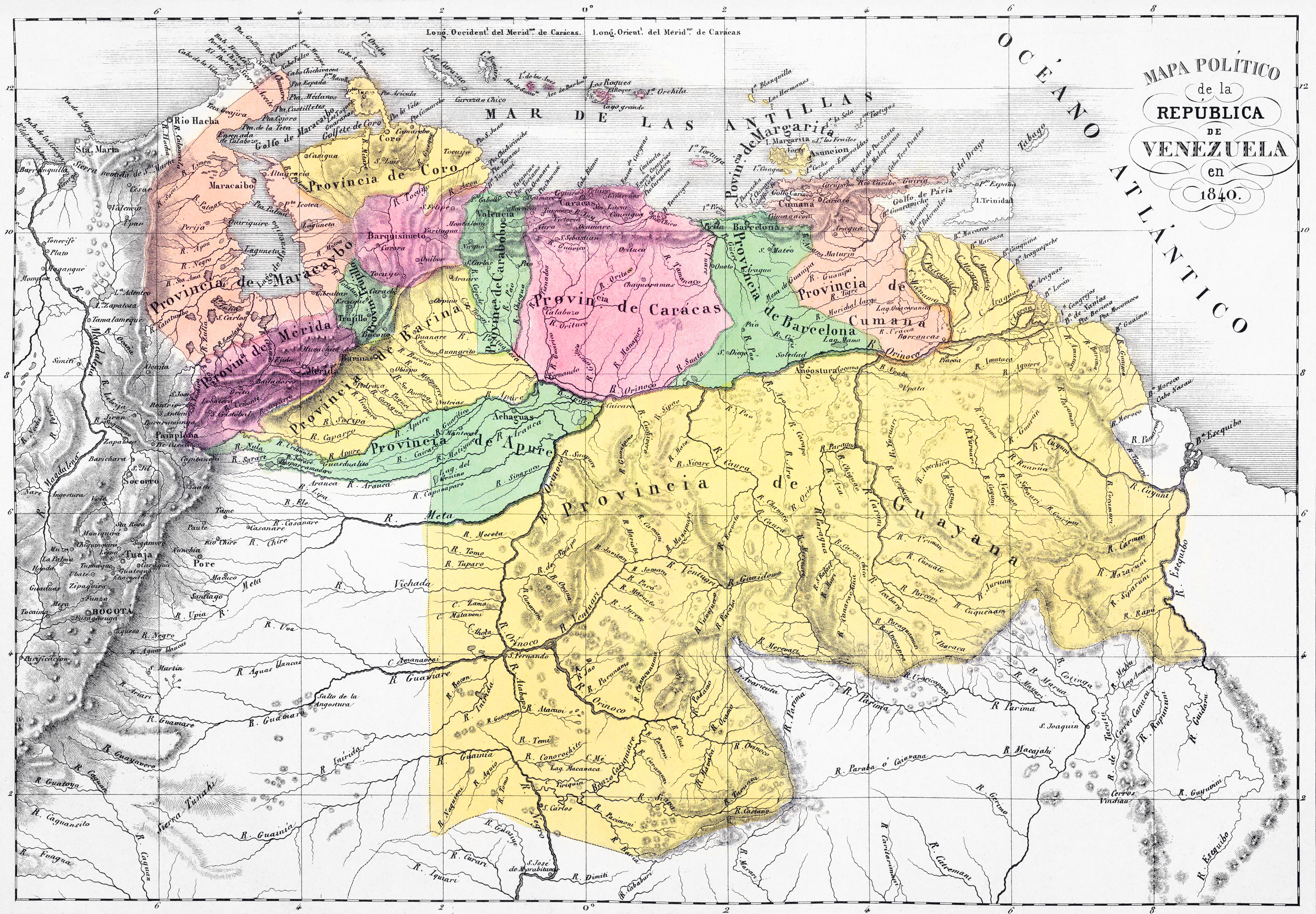
Карта Венесуели 1840 року, автор Агостіно Кодацці (Провінцію Каракас позначено рожевим кольором)
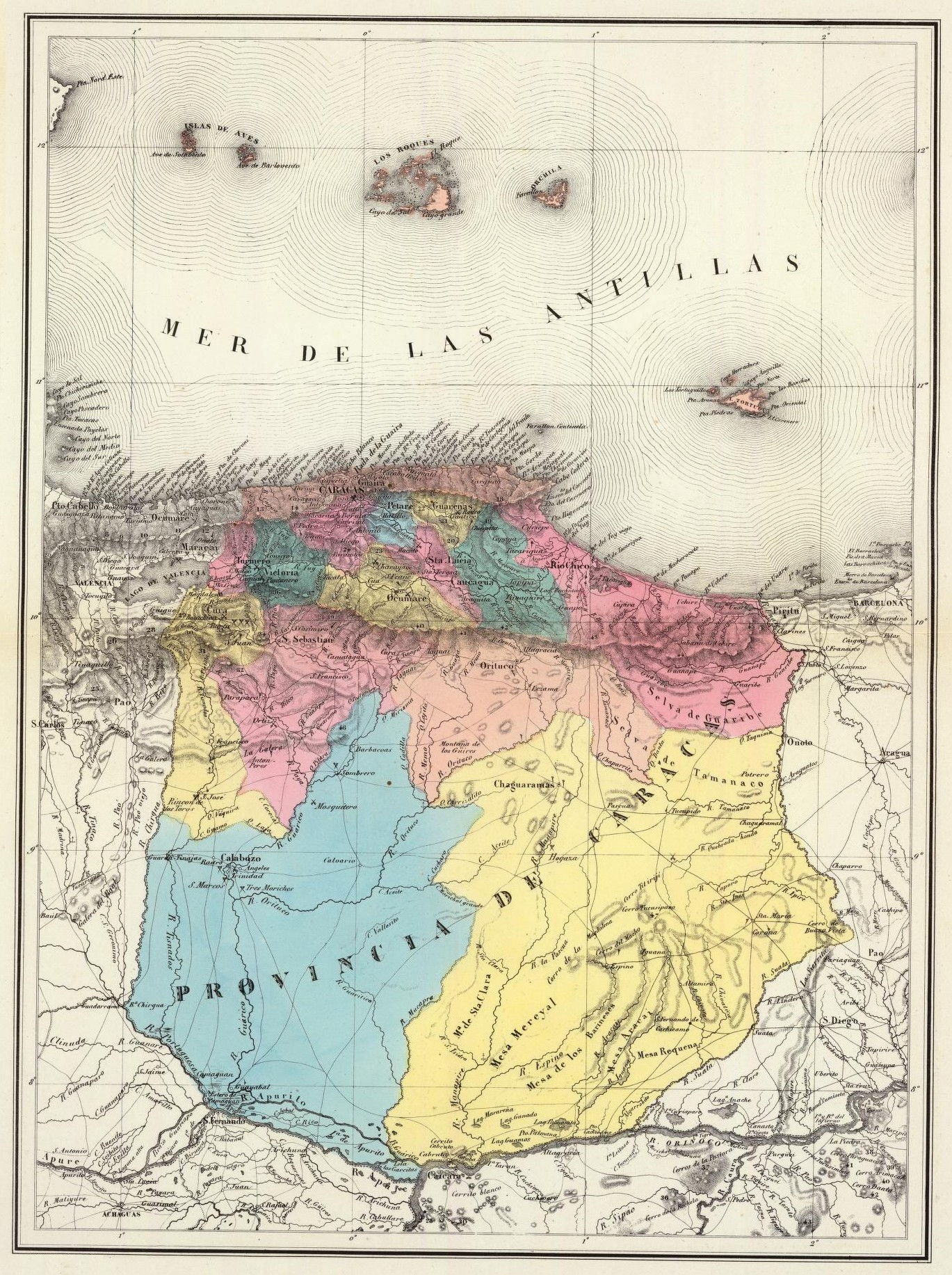
Детальна карта провінції Каракас 1840 року